# Нейман, Аркадий Яковлевич
Аркадий Яковлевич Нейман (13 августа 1945, Свердловск — 29 сентября 2014, Екатеринбург) — советский и российский химик, специалист в области физической и неорганической химии, доктор химических наук (1989), профессор (1991).

## Биография
В 1961 г. окончил 8 классов школы № 38.
В 1971 г. окончил химический факультет Уральского госуниверситета. В 1975 г. после окончания аспирантуры при кафедре физической химии защитил кандидатскую диссертацию, а в 1989 г. — докторскую диссертацию на тему «Явления электро- и массопереноса и сопряженные процессы в сложных кислородных соединениях с амфотерным характером проводимости». В 1995—2014 гг. заведовал кафедрой неорганической химии.
Скончался 29 сентября 2014 года, похоронен на Восточном кладбище Екатеринбурга.

## Научная деятельность
Область научных интересов А. Я. Неймана — высокотемпературный перенос заряда и массы в оксидах, кинетика и механизмы твердофазных химических реакций, новые функциональные материалы. Им обнаружены и исследованы неизвестные ранее явления и материалы: нефарадеевское поведение твердофазных реакций; явление индуцированного электрическим полем переноса заряда и массы через эвтектические интерфейсы; метакомпозиты как новый класс электролитичских композитных материалов; явление твердофазной электрокапиллярности; полианионный перенос заряда и массы в вольфраматах и молибдатах различной природы. А. Я. Нейманом был создан новый метод термохимической обработки оксидных монокристаллов для квантовой оптики и высокотемпературной электрохимии, а также метод диффузионной сварки для получения многочастотных лазерных элементов. А. Я. Нейман — автор около 300 статей в академических и международных журналах, соавтор 20 авторских свидетельств и патентов СССР и России.

## Педагогическая деятельность
Впервые разработал лекционные курсы «Термодинамика и строение конденсированных сред», «Ионика расплавов и твердых тел», «Поверхностные и межфазные явления», «Высокотемпературная электрохимия». В качестве приглашенного профессора и читал лекции в университетах Франции, Норвегии, Германии. Под научным руководством А. Я. Неймана подготовлено и защищено 7 кандидатских диссертаций.